# کانگاس دل نارکئا
کانگاس دل نارکئا دهستانی در استان آستوریاس اسپانیا است.
در این دهستان ۱۶٬۶۱۲ نفر زندگی می‌کنند. مساحت این دهستان ۲۱۲٫۷۵ کیلومتر مربع است.